# La Maison des sept faucons
Pour plus de détails, voir Fiche technique et Distribution.
La Maison des sept faucons (The House of the Seven Hawks) est un film britannique réalisé par Richard Thorpe, sorti en 1959.

## Synopsis
John Nordley embarque un certain M. Anselm à destination des Pays-Bas, mais alors que le bateau approche de la côte, il trouve son passager mort dans sa cabine. Il va bientôt apprendre que cet homme était en fait un inspecteur de la police de La Haye et se retrouver impliqué dans une histoire de trésor nazi se trouvant au fond de la mer...

## Fiche technique
- Titre original : The House of the Seven Hawks
- Titre français : La Maison des sept faucons
- Réalisation : Richard Thorpe
- Scénario : Jo Eisinger, d'après le roman The House of the Seven Flies et la nouvelle House of Fear de Victor Canning
- Direction artistique : William C. Andrews
- Costumes : Felix Evans
- Photographie : Edward Scaife
- Son : A.W. Watkins
- Montage : Ernest Walter
- Musique : Clifton Parker
- Production : David Rose
- Société de production : Coronado Productions, MGM British Studios
- Société de distribution : Metro-Goldwyn-Mayer
- Pays de production :  Royaume-Uni[1]
- Langue originale : anglais
- Format : noir et blanc — 35 mm — 1,37:1 — son Mono (Westrex Recording System)
- Genre : Thriller
- Durée : 92 minutes
- Dates de sortie : 
  - États-Unis : 29 octobre 1959
  - France : 13 janvier 1961
- Affiche : Roger Soubie (France)

## Distribution
- Robert Taylor : John Nordley
- Nicole Maurey : Constanta Sluiter
- Linda Christian : Elsa
- Donald Wolfit : Inspecteur Van Der Stoor
- David Kossoff : Wilhelm Dekker
- Eric Pohlmann : Capitaine Rohner
- Philo Hauser : Charlie Ponz
- Gerard Heinz : Inspecteur Sluiter
- Paul Hardtmuth : Beukleman
- Lily Kann : Gerta
- Richard Shaw : Sergent Straatman
- André Van Gyseghem : le réceptionniste de l'hôtel
- Leslie Weston : Tulper
- Guy Deghy : le lieutenant de permanence
- Peter Welch : Gannett